# 311
311是310與312之間的自然數。

## 數學性質
- 第64個質數。前一個為307、下一個為313。
  - 第20對孿生質數，為（311、 313）。
  - 非正則素數
  - 反質數
  - 可交換素數
  - 右可截短質數
  - 高斯質數之一。
- 十进制的等數位數。
- 嚴格非迴文數

她是11個連續質數的和（11 + 13 + 17 + 19 + 23 + 29 + 31 + 37 + 41 + 43 + 47）

## 天文領域
- UGC 311是仙女座的一個星系。
- NGC 311是雙魚座的一個星系。
- NGC 3115，是位於六分儀座的一個透鏡星系。

## 其他領域
- 西元311年和前311年
- 3月11日
- 311大地震（2011年日本東北地方近海地震）

## 人文
- 媒體常以「311」作為2011年3月11日發生的東日本大震災之簡稱。